# Enrique Sarmiento Angulo
Enrique Sarmiento Angulo (ur. 1 czerwca 1934 w Bogocie) – kolumbijski duchowny rzymskokatolicki, w latach 2003-2011 biskup Fontibón.

## Życiorys
Święcenia kapłańskie przyjął 24 października 1958 i został inkardynowany do archidiecezji Bogoty. Po święceniach został wykładowcą niższego seminarium w Bogocie, zaś w 1967 został proboszczem jednej z bogotańskich parafii oraz kapelanem krajowego instytutu pedagogicznego. W 1978 otrzymał nominację na wikariusza biskupiego dla południowej części miasta.
3 maja 1986 został mianowany biskupem pomocnicniczym Bogoty ze stolicą tytularną Crepedula. Sakrę biskupią otrzymał 13 czerwca 1986. Jako biskup pełnił funkcje wikariusza generalnego odpowiedzialnego za sprawy administracyjne (1986-1998) oraz przełożonego Wikariatu św. Piotra (1998-2003). Od 13 sierpnia 1994 do 11 stycznia 1995 był administratorem apostolskim Bogoty.
6 sierpnia 2003 objął rządy w nowo utworzonej diecezji Fontibón. 25 listopada 2011 przeszedł na emeryturę.